# Provincie Rovigo
Rovigo (Provincia di Rovigo) je provincie v oblasti (regionu) Benátsko. Sousedí na severu s provinciemi Verona, Padova a Venezia, na západě s provincií Mantova a na jihu s provincií Ferrara. Na východě její břehy omývá Jaderské moře, do něhož ústí deltou řeka Pád.
Oblast zvláště proslulá rybařením, které se stává pro velké množství obyvatelstva hlavním zdrojem odpočinku, ale i obživy. Málokdy průzračně čisté moře omývající břehy této části Itálie je přesto často navštěvovaným letoviskem většinou chudších a středních vrstev Evropanů. Jedním z největších letních zážitků bývá tzv. oslavování vesnic, které se každoročně konají v srpnu. Tyto oslavy jsou doprovázeny hudbou, trhy, zábavnými atrakcemi a hlavním vyvrcholením bývá velkolepý ohňostroj.

## Okolní provincie
| Růžice kompasu | Verona  | Padova           | Venezia | Růžice kompasu |
| Růžice kompasu | Mantova | Sever            |         | Růžice kompasu |
| Růžice kompasu | Mantova | Provincie Rovigo |         | Růžice kompasu |
| Růžice kompasu | Mantova | Jih              |         | Růžice kompasu |
| Růžice kompasu | Ferrara |                  |         | Růžice kompasu |

## Administrativní členění
Provincie sestává z 50 měst a obcí, největší podle počtu obyvatel jsou:
| Město                  | Počet obyvatel |
| ---------------------- | -------------- |
| Rovigo                 | 52 099         |
| Adria                  | 20 069         |
| Porto Viro             | 14 470         |
| Lendinara              | 12 006         |
| Occhiobello            | 11 849         |
| Badia Polesine         | 10 780         |
| Porto Tolle            | 9 976          |
| Taglio di Po           | 8 445          |
| Rosolina               | 6 510          |
| Villadose              | 5 185          |
| Castelmassa            | 3 970          |
| Ariano nel Polesino    | 3 939          |
| San Martino di Venezze | 3 575          |
| Fratta Polesine        | 2 637          |